# Aeroportul Municipal Provo
Aeroportul Municipal Provo (IATA: PVU, ICAO: KPVU, FAA LID: PVU) este un aeroport din Provo⁠(d), Comitatul Utah, Utah, Utah, Statele Unite ale Americii ce deservește zona Provo⁠(d). Aeroportul a fost tranzitat în 2023 de 810.000 de pasageri. A fost numit după zona deservită.
Situat la o altitudine de 1.371 m, aeroportul dispune de 2 piste.

## Infrastructură

### Piste
Aeroportul dispune de 2 piste. Pista 13/31 are suprafața de asfalt și dimensiunile 8.599 picioare × 150 picioare. Pista 18/36 are suprafața de asfalt și dimensiunile 6.614 picioare × 150 picioare. 